# Pipilo
Pipilo – rodzaj ptaków z rodziny pasówek (Passerellidae).

## Występowanie
Rodzaj obejmuje gatunki występujące w Ameryce Północnej (włącznie z Centralną).

## Morfologia
Długość ciała 15,7–23 cm, masa ciała 21,5–68 g.

## Systematyka

### Etymologia
Nazwa rodzajowa pochodzi od słowa pipilo oznaczającego we współczesnej łacinie – „potrzeszcz” (pipilare – „ćwierkać” (pipare – „ćwierkać”)).

### Gatunek typowy
„Pinson aux yeux rouges” z Buffona = Fringilla erythrophthalma Linnaeus

### Podział systematyczny
Z analizy filogenetycznej przeprowadzonej przez DaCostę i współpracowników (2009) wynika, że zaliczane wcześniej do tego taksonu gatunki P. aberti, P. albicollis, P. crissalis i P. fuscus nie tworzą z pozostałymi przedstawicielami rodzaju Pipilo kladu, do którego nie należałyby także gatunki z rodzajów Atlapetes, Aimophila i Melozone; z analizy tej wynika, że wymienione cztery gatunki są najbliżej spokrewnione z ziemnołuszczem rdzawoszyim (Kieneria kieneri), a pozostałe gatunki z rodzaju Pipilo – z rodzajem Atlapetes. Do rodzaju należą następujące występujące współcześnie gatunki:
- Pipilo ocai (Lawrence, 1865) – pipil obrożny
- Pipilo chlorurus (Audubon, 1839) – pipil rudogłowy
- Pipilo maculatus Swainson, 1827 – pipil czarnogrzbiety
- Pipilo erythrophthalmus (Linnaeus, 1758) – pipil rudoboczny

oraz gatunek wymarły: 
- Pipilo naufragus Olson & Wingate, 2012 – pipil bermudzki[7] – wymarły takson opisany na podstawie szczątków kostnych odnalezionych na Bermudach[8].